# Antonia Bembo
Antonia Padoani Bembo o semplicemente Antonia Bembo (Venezia, 1640 circa – Parigi, 1720 circa) è stata una cantante e compositrice italiana vissuta nel periodo barocco.

## Biografia
Unica figlia del dottor Giacomo Padoani (1603-1666) e di Diana Pareschi (1609-1676), nel 1659 si sposò con il patrizio Lorenzo Bembo (1637-1703) da cui ebbe tre figli: la N.D. Diana (1663-1729) sposatasi con Iseppo Besi, il N.H. Andrea (1665-1710) coniugatosi con la N.D.Isabella Priuli ed il N.H. Giacomo (1666-1741) coniugatosi con la N.D. Pellegrina Priuli, unico ad avere discendenza perdurata fino al XIX secolo e che si estinse nelle famiglie Boldù e Morosini. Prima del 1676 si trasferì a Parigi dove lavorò per un lungo periodo come cantante alla corte di Luigi XIV. Il Re di Francia le concesse inoltre una pensione e un alloggio presso la Petite Union Chrétienne des Dames de Saint Chaumont, una comunità religiosa.
Come compositrice si cimentò in svariati generi musicali: l'opera, la serenata, l'aria, la cantata, il mottetto.
Il suo stile, improntato inizialmente alla tradizione italiana e influenzato da Francesco Cavalli, specie nell'ambito della musica vocale, con abbondante uso di virtuosismi e madrigalismi, si adattò progressivamente al gusto francese (Les sept psaumes de David).

## Composizioni
La sua produzione ci è tramandata attraverso sei volumi manoscritti conservati presso la Biblioteca nazionale di Francia.
- Produzioni armoniche, 41 arie e cantate su testi in italiano, francese e latino, buona parte delle quali per soprano e basso continuo. (vol. I)
- Te Deum a 3 voci (vol. II, dedicato nel 1704 a Marie-Adélaïde di Savoy, duchessa della Borgogna)
- Serenata a 5 voci (vol. II)
- 2 mottetti (vol. III)
- Te Deum a 5 voci (vol. III)
- Salmo XIX, a 3 voci (vol. III)
- Ercole amante opera su libretto di Francesco Buti (1707)
- Les sept pseaumes de David (vol. VI)